# Valencia Club de Atletismo
El Valencia Club de Atletismo es un club de atletismo de Valencia, España, fundado en 1994 como continuador de la sección atlética del Valencia Club de Fútbol. Es el club más laureado del atletismo femenino español, habiendo conquistado veintiocho ligas nacionales de forma consecutiva (desde 1993 hasta 2018) y veintiocho Copas de la Reina, entre otros títulos. A nivel internacional ha sido campeón de Europa de Cross y campeón de la Copa de Europa de Clubes Campeones, máxima competición atlética de clubes a nivel internacional, así como subcampeón de esta en multitud de ocasiones.

## Historia
El club tiene su origen en la sección de atletismo del Valencia Club de Fútbol, creada en 1924. Este equipo había empezado a destacar en los años 1960, con la llegada de Antonio Ferrer a la presidencia de la sección, logrando el ascenso a la máxima categoría del atletismo masculino español. Con Rafael Blanquer, ex plusmarquista español en salto de longitud, en la dirección técnica, el equipo femenino, empezó a despuntar a principios de los años 1990, logrando consecutivamente dos Ligas españolas (al aire libre) y dos Copas de la Reina, en 1993 y 1994.
A pesar de los estos éxitos, en noviembre de 1994 la junta de accionistas del Valencia CF, por entonces presidido por Paco Roig, decidió suprimir la sección atlética. Para dar continuidad al proyecto, Antonio Ferrer y Rafael Blanquer crearon el Valencia Club de Atletismo, manteniendo el equipo y las estructuras de la histórica sección atlética valencianista. Ferrer fue presidente del club hasta su fallecimiento, en 2001, siendo relevado por Blanquer, que desde entonces ha compaginado la dirección técnica con la presidencia.
En 1998, tras dos años de patrocinio de la marca de equipamiento deportivo Karhu, la Diputación de Valencia pasó a esponsorizar al club, utilizando de nombre por razones de patrocinio la marca turística València Terra i Mar (en español: Valencia Tierra y Mar) una marca del Patronato Provincial de Turismo. Con el apoyo de las instituciones públicas valencianas el club ha logrado consolidarse como el más laureado de la historia del atletismo español, siendo el club deportivo con mayor número de títulos ligueros, logrados de forma consecutiva, en cualquier disciplina deportiva a nivel internacional.
En el ámbito nacional mantiene una hegemonía absoluta desde 1993, habiendo ganado de forma consecutiva las veinticinco ligas disputadas y veintitrés  Copas de SM la Reina. A estos títulos se suman las ocho Copas de España de Clubes realizadas y 3 Campeonatos de España de Cross.
A nivel formativo el club cuenta con una de las mayores escuelas de atletismo de Europa (700 alumnos en el curso 2012/13).

## Denominaciones
El nombre del club ha sufrido varios cambios a lo largo de su historia, debido al patrocinio de marcas comerciales:
| Período   | Nombre                                 |
| --------- | -------------------------------------- |
| 1994-96   | Valencia Club de Atletismo             |
| 1996-98   | Valencia Club de Atletismo Karhu       |
| 1998-2016 | Club de Atletismo Valencia Terra i Mar |
| 2017      | Valencia Club de Atletismo             |
| 2018-19   | València Esports                       |
| 2020-...  | Valencia Club de Atletismo             |

## Palmarés

### Femenino
- Campeonato de España de Clubes - División de Honor (28)
- Copa de la Reina (28)
- Campeonato de España de Clubes de Campo a través (3)

### Reconocimientos
- Placa de bronce de la Real Orden del Mérito Deportivo (2003)